# فوهة جيلبرت

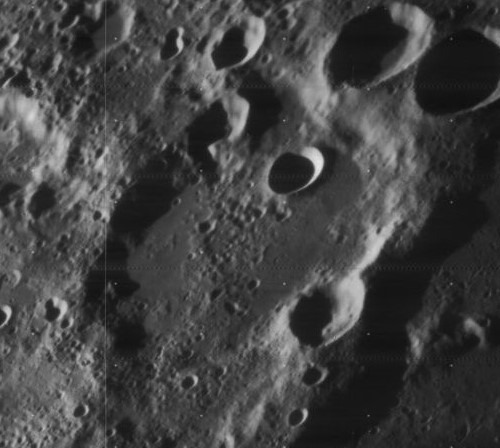
فوهة جيلبرت

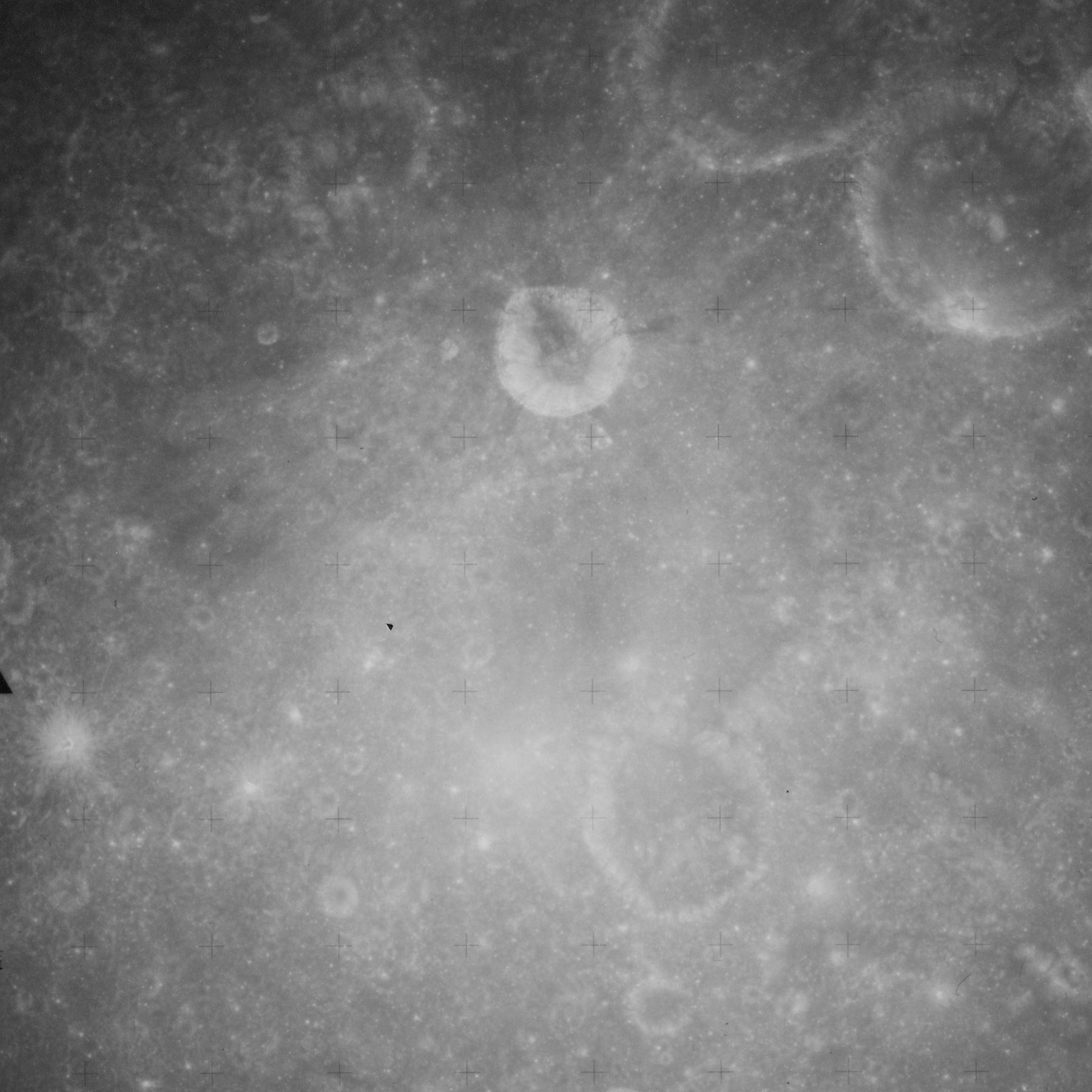
فوهة جيلبرت من بعثة أبولو 16

فوهة جيلبرت (3.2°S 76.0°E) فوهة صدمية كبيرة الحجم تقع بالقرب من الحافة الشرقية لسطح القمر. بسبب موقعها البعيد لا يتم رصد شكلها بدقة عالية من أي مرصد على سطح الأرض. لذلك لم يتم ملاحظة ورصد الكثير من تفاصيل وطبيعة الفوهة. 

## الوصف

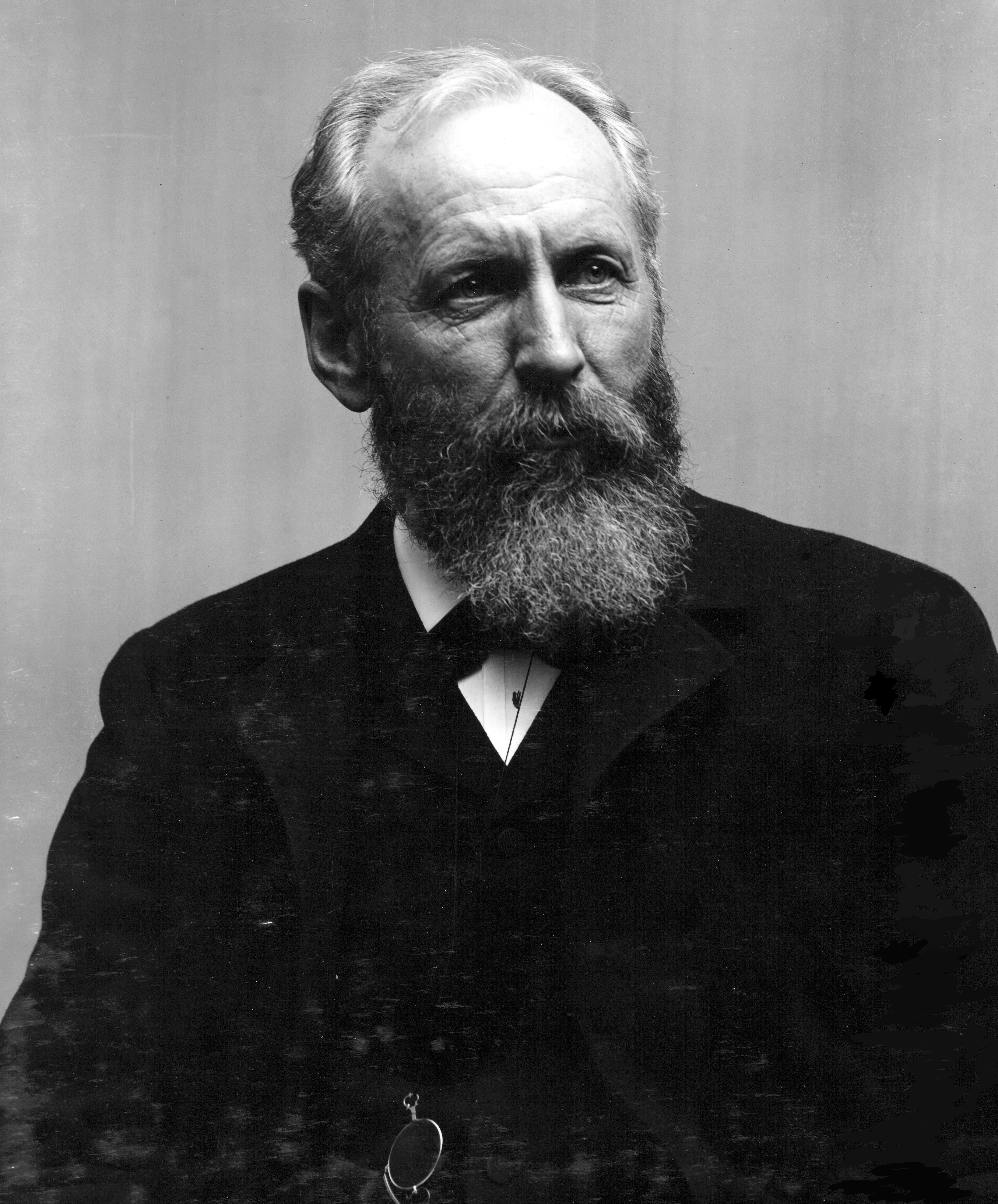
الجيولوجي جروف كارل جيلبرت

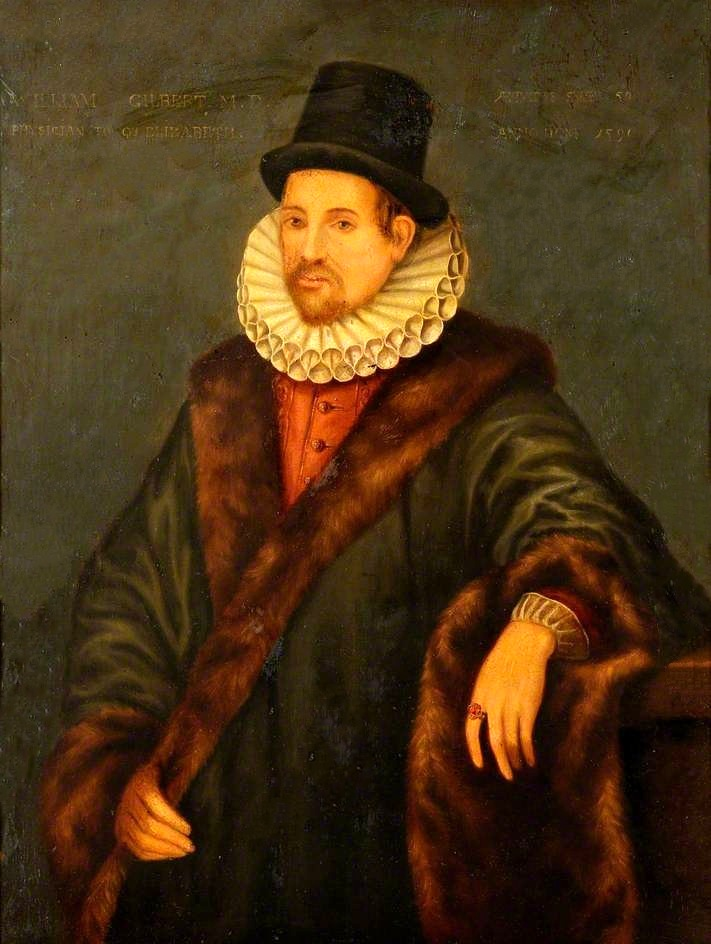
الجيولوجي وليام جيلبرت

تقع الفوهة شمال غرب فوهة كاستنر المماثلة لها في الحجم. يحد الفوهة من الغرب بحر سميث. تمت تسمية العديد من الفوهات بداخلها من قبل الاتحاد الفلكي الدولي. الحافة الشمالية- الشمالية الغربية متصله تقريبا بفوهتي جيلبرت وويستراس (جيلبرت إن) وفان فليك (جيلبرت إم).
توجد فوهة على شكل وعاء في الجزء الشمالي الشرقي من الفوهة تدعى جيلبرت دي.
لحواف الفوهة مدرجات داخلية، بينما الحواف الخارجية تم إعادة تشكليها بفعل العوامل البيئية المحيطة بشكل كبير. الحافة الجنوبية بالية بالكامل. فوهتي ويستراس وفان فليك كونوا تلاحم واضح على طول الحافة الشمالية الشرقية.
يبلغ قطر الفوهة حوالي 107 كم، بينما لم يتم تحديد عمقها حتى الآن، وعلى زاوية 285° من شروق الشمس. سميت الفوهة على اسم الجيولوجيان وليام جيلبرت وجروف كارل جيلبرت.

## فوهات القمر الصناعي
لرسم خريطة مماثلة لفوهات القمر يتم وضح حروف على كل جانب من جوانب الفوهة ومركزها لكل حرف منهم دلاله معينة.
| جيلبرت | خط عرض | خط طول  | القطر |
| ------ | ------ | ------- | ----- |
| J      | 4.3° S | 72.7° E | 38 كم |
| K      | 5.5° S | 73.2° E | 38 كم |
| P      | 0.9° S | 75.6° E | 18 كم |
| S      | 1.9° S | 75.6° E | 19 كم |
| V      | 1.5° S | 79.9° E | 15 كم |
| W      | 1.1° S | 78.9° E | 19 كم |

## وصلات خارجية
- فوهات القمر
- جوله حول فوهات القمر -ناسا.

خرائط
- "أطالس القمر". معهد الدرسات القمرية والكواكبيّة. مؤرشف من الأصل في 2011-12-18. اطلع عليه بتاريخ 2007-04-12.
- آيشليمان، ر. "خرائط القمر". خرائط وروسومات لأسطح الكواكب. مؤرشف من الأصل في 2019-08-18. اطلع عليه بتاريخ 2007-04-12. خرائط ومناظر شاملة في مواقع هبوط أبولو.